# سيراس أفيري
سيراس أفيري (بالإنجليزية: Cyrus Avery)‏ هو شخصية أعمال أمريكي، ولد في 31 أغسطس 1871 في Stevens Township, Pennsylvania ‏ في الولايات المتحدة، وتوفي في 2 يوليو 1963 في كاليفورنيا في الولايات المتحدة.

## وصلات خارجية
- سيراس أفيري على موقع الموسوعة البريطانية (الإنجليزية)